# Begraafplaats van Annœullin
De Begraafplaats van Annœullin is een gemeentelijke begraafplaats in de gemeente Annœullin in het Franse Noorderdepartement. De begraafplaats ligt 650 m ten zuidoosten van het centrum (gemeentehuis).
Op de begraafplaats ligt een perk met 15 Franse gesneuvelden uit de Eerste Wereldoorlog en daarvoor staat het Monument aux Morts, een herdenkingsmonument voor alle gesneuvelden. Aansluitend ten zuiden van de begraafplaats ligt het Deutscher Soldatenfriedhof Annœullin, een Duitse militaire begraafplaats met meer dan 1.600 gesneuvelden uit de Eerste Wereldoorlog.

## Britse oorlogsgraven

### Eerste Wereldoorlog
Tijdens de Eerste Wereldoorlog werd ingevolge de Slag bij Loos, naast de gemeentelijke begraafplaats de Duitse uitbreiding aangelegd in oktober 1915. Ze bleef in gebruik tot oktober 1918. Na de wapenstilstand werd ze door de Franse troepen verder aangevuld met Duitse gesneuvelden. Toen werden ook 23 Britse oorlogsgraven van hier overgebracht naar Cabaret-Rouge British Cemetery in Souchez.
In het Duitse ereveld ligt het private graf van Albert Ball, kapitein bij het Royal Flying Corps. Hij werd onderscheiden met het Victoria Cross (VC) voor zijn opmerkelijke moed en vaardigheid betoond tijdens de vele luchtgevechten waarbij hij 43 vijandelijke vliegtuigen en 1 ballon vernietigde. Hij ontving ook drie maal de Distinguished Service Order (DSO and 2 Bars) en het Military Cross (MC). Hij werd ook vereerd met het Franse Ordre national de la Légion d'honneur en werd ridder in de Orde van Sint-George (Rusland) 4e klas. Hij was 20 jaar toen hij op 7 mei 1917 sneuvelde. 

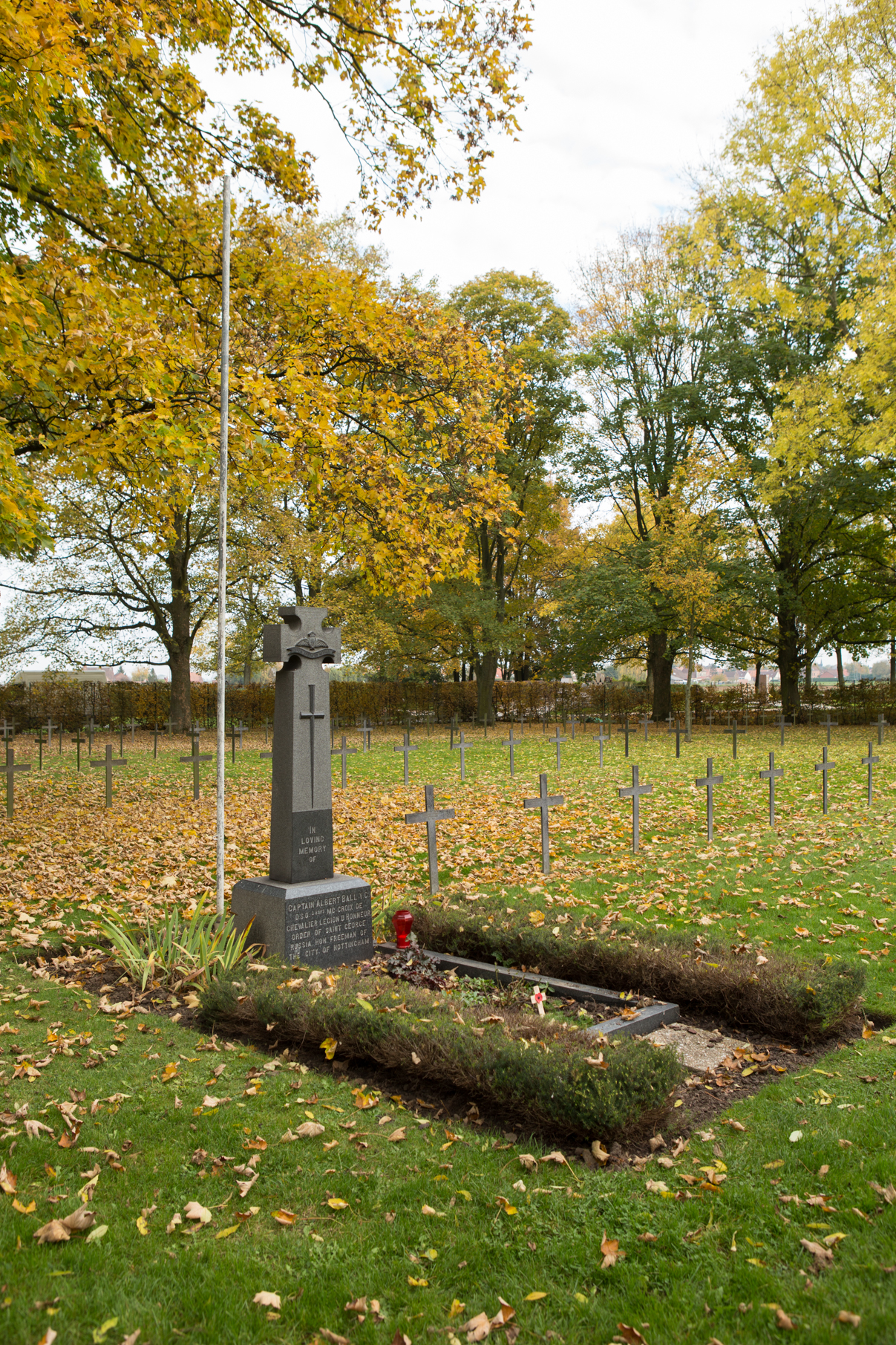
Graf van Albert Ball

### Tweede Wereldoorlog
Op de gemeentelijke begraafplaats bevinden zich ook 3 Britse graven uit de Tweede Wereldoorlog. Deze zijn van Patrick Fitch, sergeant bij het Royal Army Medical Corps en Joseph Miller en Leslie Charles Newell, beide soldaat bij de Durham Light Infantry. De militaire graven worden door de Commonwealth War Graves Commission onderhouden en zijn daar geregistreerd onder Annoeullin Communal Cemetery and German Extension.